# 도탄

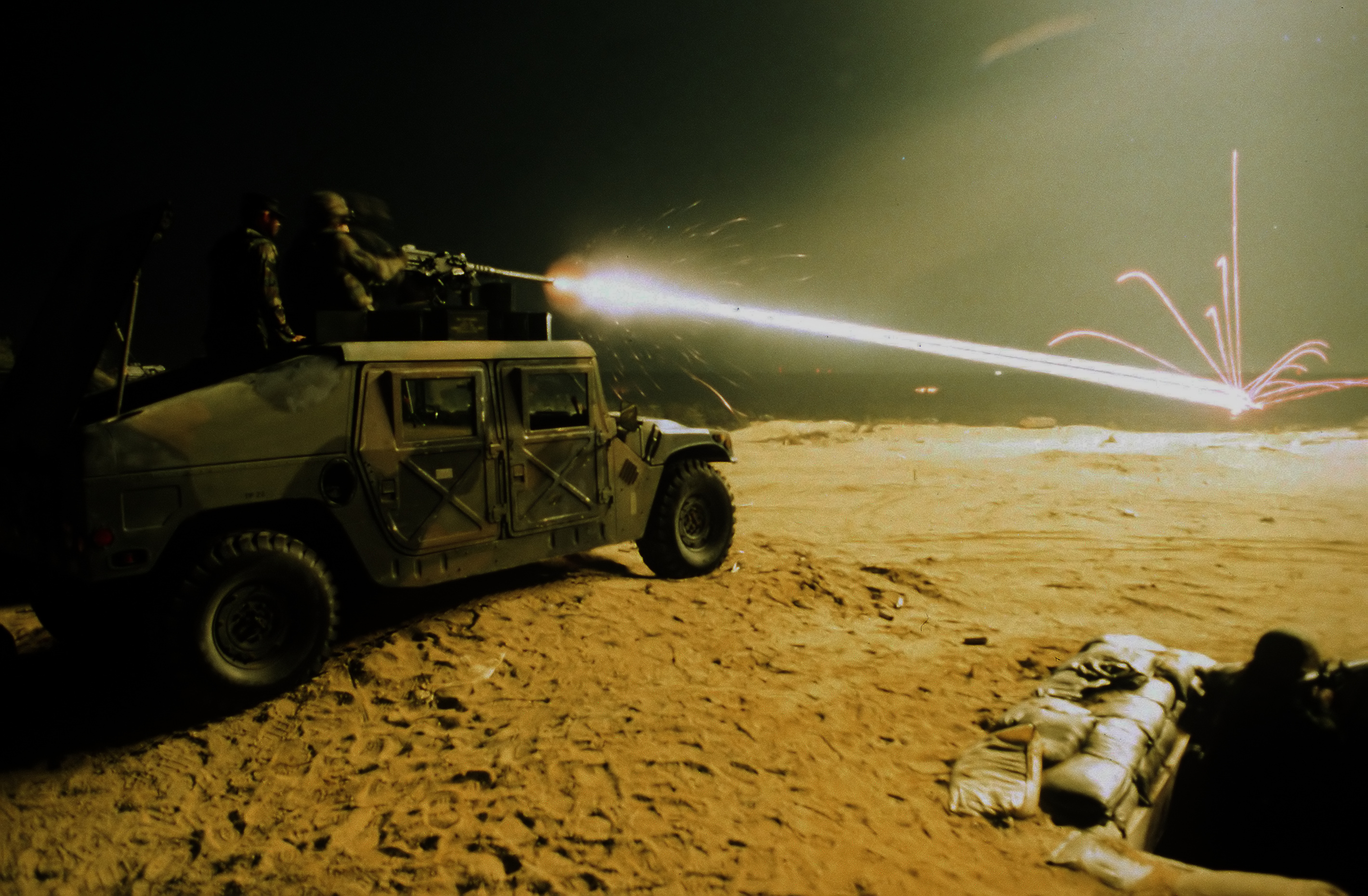

도탄(跳彈, 프랑스어: ricochet 리코셰[ʁikɔʃɛ][*])은 발사체가 대상의 표면을 관통하지 못하고 튕겨져 나가는 것을 말한다. 도탄되어 튕겨져나온 발사체를 도비탄(跳飛彈)이라고 한다. 도비탄은 발사되었을 당시만큼은 아니지만 엄청난 운동에너지를 가지고 있기 때문에 주변 사물, 심지어 원래 발사한 사람에게도 피해를 입힐 수 있다. 그래서 총기안전수칙에서 딱딱한 표면에 대고 사격하지 말라 하는 것이다.
도탄은 총탄, 포탄, 화살에 이르기까지 종류와 구경을 막론한 아무 사출무기의 발사체에서 발생할 수 있다. 도탄이 일어나는 원인은 발사체의 속도, 발사체의 재질, 표적의 재질, 발사체의 표적 입사각도에 의해 결정된다. 특히 입사각이 낮아질수록(= 직각이 아니라 비스듬하게 입사할수록) 도탄확률이 커지기 때문에 현대 기갑차량에서는 경사장갑을 채용하고 있다.

## 같이 보기
- 탄도학